# Herby Arthur
Pour les articles homonymes, voir Arthur.
William John Herbert Arthur, plus connu sous le nom de Herby Arthur (né à Blackburn le 14 février 1863 et mort à Paddington le 27 novembre 1930), est un footballeur britannique. Il évoluait au poste de gardien de but.

## Palmarès
- British Home Championship 1885-86
- FA Cup 1883-84, 1884-85, 1885-86